# Johann Gottfried Bernhard Bach
Johann Gottfried Bernhard Bach (11. května 1715 Výmar, Německo – 27. května 1739 Jena, Německo) byl německý varhaník, šesté dítě Johanna Sebastiana Bacha (čtvrté, které dosáhlo dospělosti).

## Život
Narodil se 11. května 1715 ve Výmaru. V roce 1723 byl jeho otec ustanoven kantorem v kostele sv. Tomáše (Thomaskirche) v Lipsku. Rodina přesídlila do Lipska, kde byly i širší možnosti pro vzdělání dětí. Základní hudební vzdělání získal Johann Gottfried Bernhard od svého otce a dále pokračoval ve studiu v Thomasschule, kde byl jeho odpovědný za hudební výchovu.
Po dokončení studia na Thomasschule se v roce 1735 stal varhaníkem v Marienkirche v Mühlhausenu. Kvůli dluhům musel opustit město, ale na přímluvu svého otce získal nové angažmá jako varhaník v Jakobikirche v Sangerhausenu.
V roce 1738 tajně zanechal hudby a začal studovat práva v Jeně. Tam také zemřel ve věku 24 let. Příčina smrti není známa.

## Dílo
Není známo, zda byl skladatelem jako jeho bratři. Žádné jeho skladby, ani zprávy o nich, se nedochovaly.